# Souad Zitouni
Pour les articles homonymes, voir Zitouni.
Souad Zitouni, née le 23 avril 1974 à Boukadir, Algérie, est une avocate et femme politique française, membre de La République en marche. 
Elle devient députée en 2020, après le décès de Jean-François Cesarini.

## Biographie
Souad Zitouni naît en 1974 en Algérie, d'une mère femme au foyer et d'un père ouvrier. Elle a quatre ans quand sa famille emménage en France, à Marseille. 

### Études
Elle étudie à l'université d'Aix-en-Provence, où elle obtient une maîtrise de droit public et un diplôme d'études supérieures spécialisées de gestion des collectivités locales. 

### Avocate
Elle poursuit sa formation en école d'avocats. Elle exerce depuis 2004 au barreau d'Avignon et au barreau de Carpentras.

## Politique
Elle commence son militantisme politique chez Génération écologie, avant d'adhérer au Mouvement démocrate. En 2008, elle est candidate pour son parti aux élections municipales de 2008 au Pontet, sur la liste « Ambition Le Pontet » conduite par Michel Bouyol : en sixième position, elle n'est pas élue.
Une dizaine d'années plus tard, Souad Zitouni adhère à La République en marche et milite pour Emmanuel Macron lors de la campagne présidentielle de 2017. Elle se porte candidate aux élections législatives dans la première circonscription de Vaucluse, comme suppléante de Jean-François Cesarini. Ils sont élus au second tour, avec 58 % face à une candidate du Front national. Cesarini meurt le 29 mars 2020, et Zitouni lui succède automatiquement le lendemain.
À l'Assemblée nationale, elle intègre le groupe La République en marche.
En mai 2022, Souad Zitouni est investie par Ensemble ! (confédération LREM-MoDem-Horizons!) pour la 1re circonscription du Vaucluse. Elle est battue à l'issue du premier tour.

## Vie personnelle
Elle est mariée à un médecin généraliste et elle est mère de trois enfants.